# Ambianos
Os Ambianos (em latim) Ambiani, eram uma tribo Germano-gaulesa que ocupava a antiga Gália Belga em 57 a. C., no ano da campanha na Bélgica, promovida por Júlio César. Eles, juntamente com outras tribos loais, lograram reunir 10.000 homens armados para resistir às forças de Roma, porém foram submetidos por César. Seu país estava em Samara, no vale do rio somme (hoje a moderna cidade de Somme, na França), e sua principal sede ou capital) era Samarobriva, depois chamada Ambiani ou Civitas Ambianensium que, supostamente corresponde a atual Amiens. Os ambianos fizeram parte da grande insurreição contra a antiga Roma, que está descrita no livro VII de César sobre a guerra nas Gálias.

## Etimologia
O significado de seu nome é "aqueles que estão em ambos os lados" (do rio somme) em referência à geografia do território que ocupavam. Eram vizinhos dos Atrébates, Nérvios, Belóvacos e Caletes.

## Arqueologia

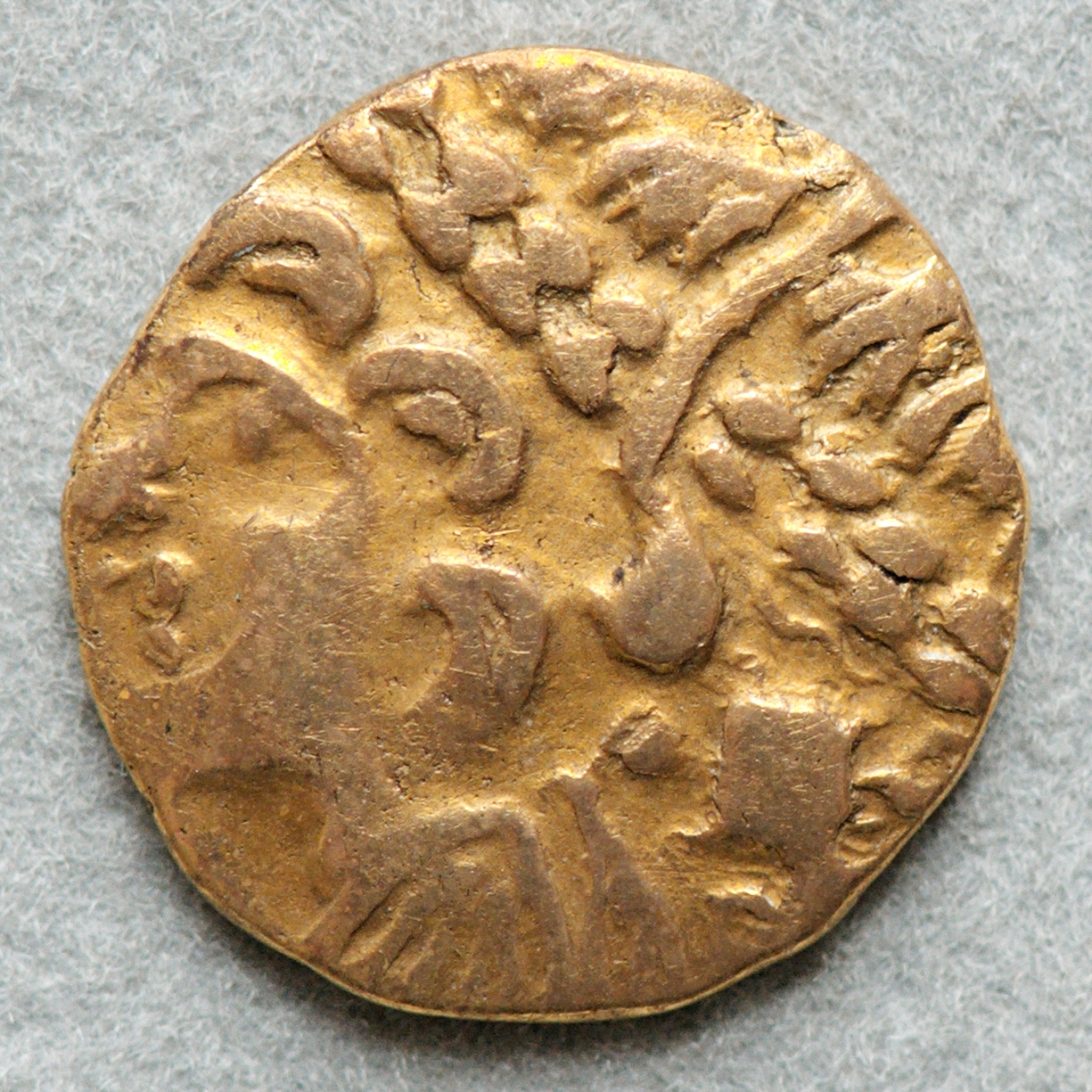
Moeda de ouro dos Ambianos (Departamento de moedas, medalhas e antiguidades da Biblioteca Nacional da França).

Alguns exemplares de suas moedas de ouro foram encontradas na ilha da Bretanha.

## História
Na Guerra das Gálias, os Ambianos se opuseram, em várias ocasiões, a César:
- 57 a.C. - 10 000 guerreiros se uniram à coalizão dos povos Belgas e se renderam a César com  os Belóvacos.[3]
- 52 a.C. - 5 000 soldados foram ao apoio de Vercingetórix na Batalha de Alésia
- 51 a.C. - participaram na revolta de Córreos (de novo e, desta vez, com os Belóvacos).

## Localização
Quando os romanos chegaram, várias tribos foram localizados na região dos Países Baixos, que residiam nas partes habitáveis mais altas, especialmente no leste e sul. Essas tribos não deixaram registros escritos. Todas as informações conhecidas sobre elas durante este período pré-romano é baseada no que os romanos, mais tarde, escreveram sobre as mesmas.

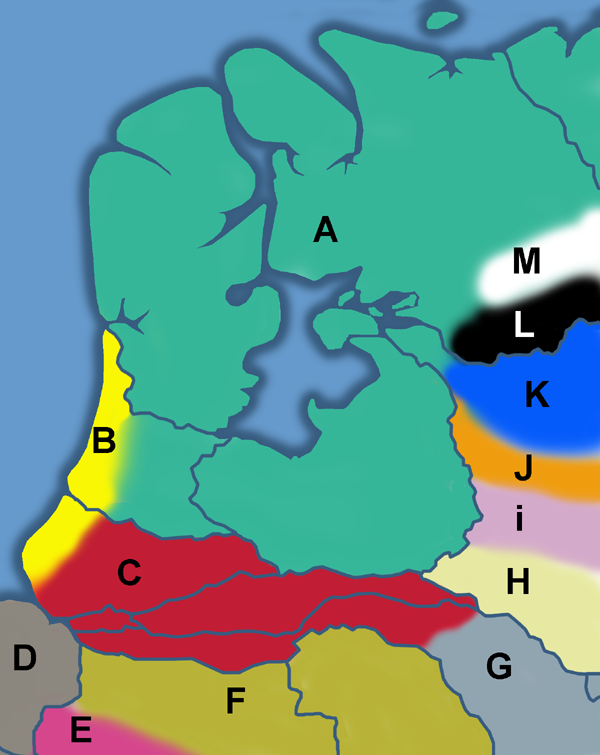
O local aproximado (hoje Holanda) onde as tribos germânicas se assentaram no séc. I. Os limites exatos são desconhecidos entretanto, e H a M em particular, não devem ser considerados como representações exatas.

As tribos mostrado no mapa à esquerda são:
- A. Frísios,
- B. Caninefates,
- C. Batavos,
- D. Marsos,
- E. Toxandros,
- F. Menápios,
- G. Ampsivários,
- H. Camavos,
- I. Sicambros,
- J. Brúcteros,
- K. Tubantes,
- L. Usípetes e
- M. Tencteros.

Outros grupos tribais não mostrados neste mapa, mas associado com a Holanda são:
- Ambianos,
- Catos,
- Catuários,
- Morinos,
- Salianos,
- Tungros e
- Úbios.